# Aniba ramageana
Aniba ramageana är en lagerväxtart som beskrevs av Carl Christian Mez. Aniba ramageana ingår i släktet Aniba och familjen lagerväxter. Inga underarter finns listade i Catalogue of Life.